# M'Toussa
M'Toussa (în arabă متوسة) este o comună din provincia Khenchela, Algeria.
Populația comunei este de 5.981 de locuitori (2008).